# Acanthoplesiops psilogaster
Acanthoplesiops psilogaster är en fiskart som beskrevs av Hardy, 1985. Acanthoplesiops psilogaster ingår i släktet Acanthoplesiops och familjen Plesiopidae. Inga underarter finns listade i Catalogue of Life.